# Cancer porteri
Cancer porteri is een krabbensoort uit de familie van de Cancridae. De wetenschappelijke naam van de soort is voor het eerst geldig gepubliceerd in 1930 door Rathbun.